# Rida Lamrini
Pour l’article homonyme, voir Abdelhak Lamrini.
 (décembre 2021).
Il peut être nécessaire de l'améliorer pour respecter le principe de neutralité de point de vue. Veuillez consulter la page de discussion pour plus de détails.

 (décembre 2021).

## Biographie
Né en 1948 à Marrakech, Rida Lamrini a effectué ses études secondaires au lycée militaire de Kénitra.
Ingénieur en informatique de l'ENSEEIHT de Toulouse, juriste en droit public de l'université Mohammed V de Rabat, diplômé du Cycle Supérieur de Gestion de l’ISCAE, Rida Lamrini revient au Maroc en 1991 après un séjour au Canada au cours des années 80 en tant que Conseiller économique près l'Ambassade du Royaume du Maroc.
Depuis 2001, il préside l'association INMAA et la Fédération Nationale des Associations de Microcrédit (FNAM) qui regroupe l'ensemble des Associations de Microcrédit.
Depuis 2007, il gère et coordonne pour le compte de bailleurs de fonds nationaux et internationaux un programme de promotion de l’emploi et d’assistance des jeunes à la création de leurs entreprises dans les Provinces du Sud du Royaume.
Son témoignage est constitué d’un essai le Maroc de nos enfants, les trois tomes de la saga des Puissants de Casablanca : Les Puissants de Casablanca, Les Rapaces de Casablanca, Le Temps des Impunis, Y a-t-il un avenir au Maroc, me demanda Yasmina, L’Université Marocaine, Autrement, Les Chevaliers de l’Infortune, et tout dernièrement Le monde n’est pas facile à croquer… dans une chronique.
Il a été en 2007, membre du Conseil Consultatif des Droits de l’Homme.

## Œuvres
- Le Maroc de nos enfants. Editions EDDIF, 1998, essai
- Les Puissants de Casablanca Editions Marsam. 1er Tome de la Saga des Puissants de Casablanca, 1999, roman
- Les Rapaces de Casablanca Editions Marsam. 2e Tome de la Saga des Puissants de Casablanca, 2000 roman
- Le Temps des Impunis Editions Marsam. 3e Tome de la Saga des Puissants de Casablanca, 2004 roman
- Y a-t-il un avenir au Maroc, me demanda Yasmina. Editions Marsam, 2006, roman
- L’Université marocaine, autrement. Editions Marsam, 2008, essai
- Les chevaliers de l'infortune (la Genèse). Editions Marsam, 2009, récit
- Le Monde n'est pas facile à croquer... dans une chronique. A compte d'auteur, 2014, nouvelles